# Тъга за юг
„Тъга за юг“ (изписване до 1945 година: Тѫга за югъ) е българско стихотворение, написано на стружки диалект от видния български възрожденец Константин Миладинов.
Човек с широка култура и възможности за литературна работа в Русия, Константин Миладинов тъгува за родния край, за слънцето на юга и непрекъснато се стреми към родината. Израз на тази носталгия и близост до живота на народа е цялата му поезия, и особено елегията „Тъга за юг“. Стихотворението е издадено за пръв път на 7 февруари 1861 година от Георги Раковски в Белград във вестника му „Дунавски лебед“.
То е едно от шестнадесетте стихотворения на Константин Миладинов. Знаменитото стихотворение е израз на вечната българска тъга по юг. В него е описана една лаконична картина на затворено емигрантско битие в далечния север, който е в контраст с мечтаната родина.
Стихотворението навлиза в популярната съвременна култура, като съдържанието му се използва в текстове на песни, а името - като запазена търговска марка на заведения, вина и други стоки в туризма.
Днес в Северна Македония поемата се смята за една от най-важните творби в северномакедонската литература и специално в северномакедонската поезия.